# Пам'ятник Віктору Кудряшову
Пам'ятник Віктору Кудряшову — пам'ятник залізничнику, партизану, Герою радянського союзу Володимиру Кудряшову; встановлений у 1972 році. Автор - скульптор Г. Молдаван

## Опис
Бронзове погруддя підпільника встановлено на гранітному постаменті неправильної форми, яке знаходиться на території Київського професійного коледжу залізничного транспорту. На його верхній чоловій полірованій площині викарбувано анотаційний напис. Характер образу портретованого підкреслено зосереджено-вольовим виразом обличчя. Відкинутий поривом вітру комір шинелі надає композиції динаміки. За тло для скульптури слугує невисока стіна, що візуально вирізняє зону пам'ятника від розташованої за ним двоповерхової цегляної будівлі.